# Cova de Toralla
La Cova de Toralla és una cova del terme de Conca de Dalt, al Pallars Jussà, dins de l'antic terme de Toralla i Serradell, en l'àmbit del poble de Toralla.
Està situada a ponent de Toralla, en la cinglera que mira al nord-est del vessant septentrional de la Serra de Sant Salvador, al nord-est de l'Arreposador, al sud-oest del Caixot.
Quatre són les boques d'aquesta cova que s'obren a l'exterior, les dues extremes situades a la mateixa cinglera i més accessibles les centrals. Rere de les boques hi ha dues galeries paral·leles superposada una a l'altra, que es comuniquen en diversos punts del recorregut. La boca principal dona a la galeria superior al cap de 18 metres queda tallada per un pou que la comunica amb la inferior. La galeria troba una sala de sostre molt baix i continua fins als 66 metres de fondària, i en surt una galeria que comunica amb la boca superior de la cova. Sota de la boca principal hi ha una obertura que s'obre cap a una galeria sinuosa que té el seu final en una altra de les boques de la cova.